# Armaucourt
Armaucourt ist eine französische Gemeinde mit 238 Einwohnern (Stand: 1. Januar 2022) im Département Meurthe-et-Moselle in der Region Grand Est (bis 2015 Lothringen). Die Gemeinde gehört zum Arrondissement Nancy und zum Kanton Entre Seille et Meurthe. Die Einwohner werden Armaucourtois genannt.

## Lage
Armaucourt liegt etwa 15 Kilometer nordnordöstlich von Nancy an der Seille, die die Gemeinde im Nordosten begrenzt. Umgeben ist Armaucourt von den Nachbargemeinden Arraye-et-Han im Norden, Manhoué im Nordosten, Lanfroicourt im Osten, Bouxières-aux-Chênes im Süden sowie Leyr im Westen.

## Bevölkerungsentwicklung
| Jahr                       | 1962 | 1968 | 1975 | 1982 | 1990 | 1999 | 2006 | 2019 |
| Einwohner                  | 168  | 184  | 189  | 193  | 227  | 235  | 218  | 231  |
| Quellen: Cassini und INSEE |      |      |      |      |      |      |      |      |

## Sehenswürdigkeiten
- Kirche Saint-Paul von 1865, nach 1918 restauriert

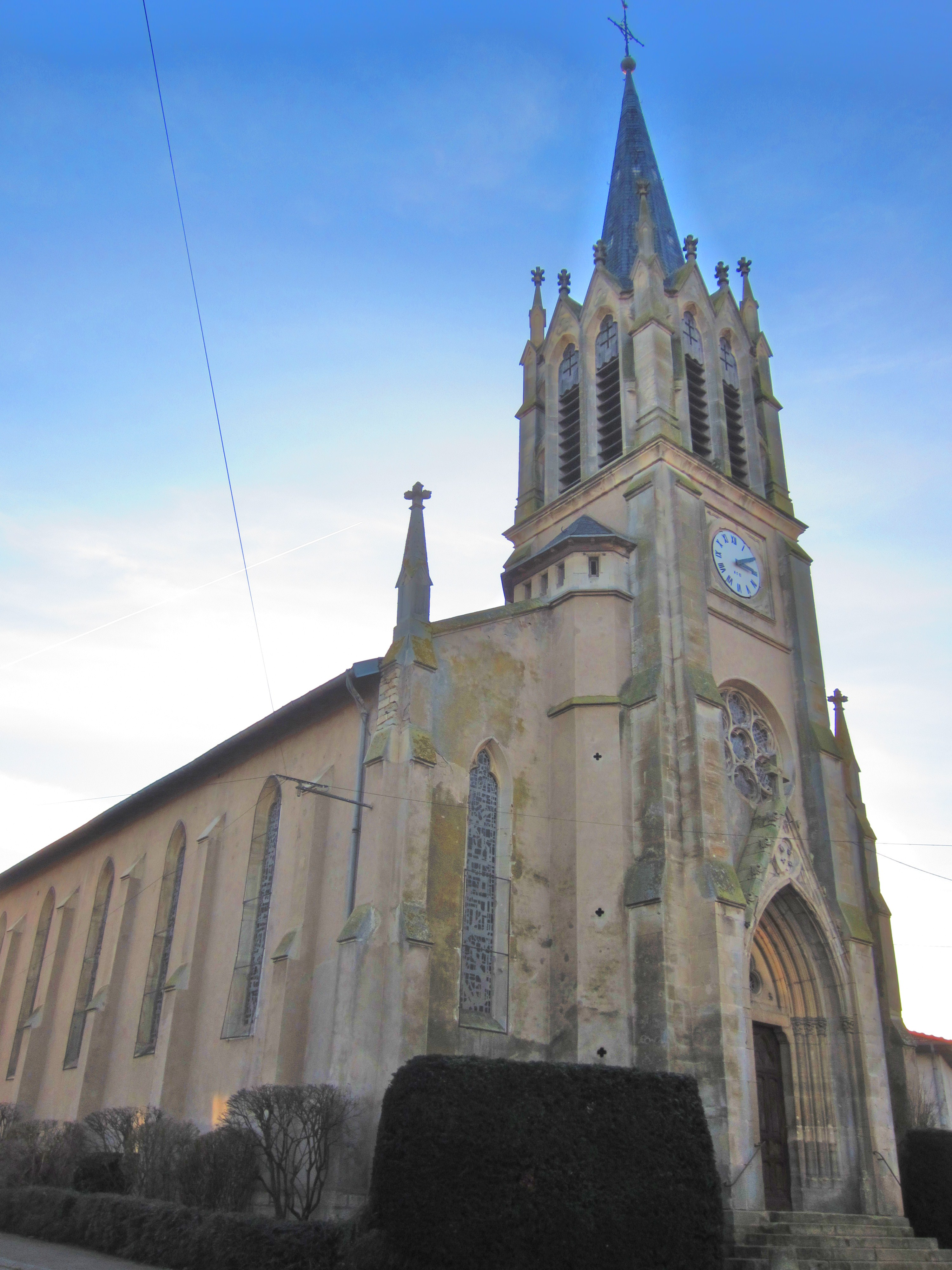
Kirche Saint-Paul